# Oomorphoides
Oomorphoides — род жуков (Coleoptera) из подсемейства лампросоматинов (Lamprosomatinae) в семействе листоедов (Chrysomelidae).

## Описание
Эпиплевры надкрылий с тремя ямками, из них задняя очень глубокая. Седьмой и девятый-одиннадцатый сегменту усиков увеличенные. Восьмой сегмент очень маленький. Тело яйцевидное.

## Систематика
В составе рода:
- Oomorphoides alienus Bates, 1866
- Oomorphoides formosensis Bates, 1866
- Oomorphoides martensi Medvedev 1990